# Jiří Kislinger
Jiří Kislinger (* 3. ledna 1952) je bývalý český fotbalový brankář.

## Fotbalová kariéra
V československé lize hrál v letech 1971-1977 za Spartu Praha, s níž roku 1972 získal Československý pohár. V Poháru vítězů pohárů nastoupil za Spartu v roce 1976 v utkání proti MTK Budapešť. Nastoupil ve 37 ligových utkánich. Během vojenské služby byl v Dukle Praha náhradníkem Iva Viktora, ale v lize za Duklu nenastoupil

## Ligová bilance
| Ročník                                   | Zápasy | Góly | Klub         |
| ---------------------------------------- | ------ | ---- | ------------ |
| 1. československá fotbalová liga 1972/73 | 5      | 0    | Sparta Praha |
| 1. československá fotbalová liga 1973/74 | 20     | 0    | Sparta Praha |
| 1. československá fotbalová liga 1974/75 | 5      | 0    | Sparta Praha |
| 2. československá fotbalová liga 1975/76 | -      | 0    | Sparta Praha |
| 1. československá fotbalová liga 1976/77 | 7      | 0    | Sparta Praha |
| CELKEM 1. liga                           | 37     | 0    |              |